# Hraniční přechod Hnanice–Mitterretzbach
Hraniční přechod Hnanice–Mitterretzbach (německy Grenzübergang Mitterretzbach–Hnanice) je bývalý silniční hraniční přechod na česko-rakouské státní hranici na hraničním úseku VIII/33 - VIII/34 (VIII/32-8 - VIII/33, VIII/34) mezi českou obcí Hnanice (okres Znojmo, Jihomoravský kraj) a rakouskou obcí Mitterretzbach (část obce Retzbach, okres Hollabrunn, Dolní Rakousy). Přechod leží v nadmořské výšce 289 m n. m. na silnici II/413; za hranicí pokračuje rakouská silnice B35. Před zrušením byl určen pro pěší, cyklisty, motocykly a osobní automobily.
Hraniční přechod byl zrušen při vstupu České republiky do Schengenského prostoru v roce 2007. V případě dočasného znovuzavedení ochrany vnitřních hranic je provoz na hraničním přechodu upraven Sdělením Ministerstva vnitra č. 395/2021 Sb.